# Флоренс (округ, Южная Каролина)
Округ Флоренс (англ. Florence County) располагается в штате Южная Каролина, США. Официально образован в 1888 году. По состоянию на 2010 год, численность населения составляла 136 885 человека.

## География
По данным Бюро переписи США, общая площадь округа равняется 2082,362 км2, из которых 2072,002 км2 суша и 4,000 км2 или 0,490 % это водоёмы.

## Климат
Согласно данным представленным Национальной метеорологической службой США во Флоренсе преимущественно влажный субтропический климат, характерный для крайнего юга, особенно вдали от побережья, который на климатических картах, по системе классификации климатов Кёппена, сокращённо обозначается аббревиатурой «Cfa». Осень, зима и весна мягкие, с редкими зимними ночами ниже нуля, но редко с продолжительными холодами и суровыми условиями. Лето здесь может быть очень жарким и влажным. Столица, как и некоторые другие города округа, подвержена инверсиям, которые задерживают озон и некоторые загрязняющие вещества.

## Население
По данным переписи населения 2000 года в округе проживает 125 761 жителей в составе 47 147 домашних хозяйств и 33 804 семей. Плотность населения составляет 61,00 человек на км2. На территории округа насчитывается 51 836 жилых строений, при плотности застройки около 25,00-ти строений на км2. Расовый состав населения: белые — 58,65 %, афроамериканцы — 39,34 %, коренные американцы (индейцы) — 0,22 %, азиаты — 0,70 %, гавайцы — 0,02 %, представители других рас — 0,39 %, представители двух или более рас — 0,68 %. Испаноязычные составляли 1,10 % населения независимо от расы.
В составе 33,80 % из общего числа домашних хозяйств проживают дети в возрасте до 18 лет, 49,70 % домашних хозяйств представляют собой супружеские пары проживающие вместе, 18,10 % домашних хозяйств представляют собой одиноких женщин без супруга, 28,30 % домашних хозяйств не имеют отношения к семьям, 24,50 % домашних хозяйств состоят из одного человека, 8,20 % домашних хозяйств состоят из престарелых (65 лет и старше), проживающих в одиночестве. Средний размер домашнего хозяйства составляет 2,59 человека, и средний размер семьи 3,08 человека.
Возрастной состав округа: 25,90 % моложе 18 лет, 9,70 % от 18 до 24, 28,90 % от 25 до 44, 23,60 % от 45 до 64 и 23,60 % от 65 и старше. Средний возраст жителя округа 36 лет. На каждые 100 женщин приходится 88,70 мужчин. На каждые 100 женщин старше 18 лет приходится 84,20 мужчин.
Средний доход на домохозяйство в округе составлял 35 144 USD, на семью — 41 274 USD. Среднестатистический заработок мужчины был 32 065 USD против 21 906 USD для женщины. Доход на душу населения составлял 17 876 USD. Около 13,50 % семей и 16,40 % общего населения находились ниже черты бедности, в том числе — 22,30 % молодежи (тех, кому ещё не исполнилось 18 лет) и 16,50 % тех, кому было уже больше 65 лет.